# Alex dos Santos Gonçalves
Alex dos Santos Gonçalves (Teixeira de Freitas, 20 maggio 1990) è un calciatore brasiliano, attaccante del Marcílio Dias in prestito dal Santa Catarina.

## Caratteristiche tecniche
Gioca come prima punta, ma può essere impiegato anche come ala.